# Сусенгфаа
Сусенгфаа (асам.: স্বৰ্গদেউ প্ৰতাপ সিংহ) — один з найвидатніших ахомських царів. Його правління позначилось експансією Ахому на захід, що стало початком ахомсько-могольського конфлікту. Ті процеси спричинили реорганізацію державного управління та переорієнтацією економіки на сільськогосподарське виробництво. Адміністративна структура, яку створив Сусенгфаа, існувала до самого розпаду держави 1826 року.